# Open Sesame
Open Sesame is een nummer van de Zweedse zangeres-muzikante Leila K. Het is de eerste single van haar tweede studioalbum Carousel uit 1983. Het nummer is geschreven door Herbie Crichlow die ook de rapper in het nummer is. Op 22 oktober 1992 werd het nummer eerst in Zweden op single uitgebracht. In februari 1993 volgde de rest van Europa.

## Achtergrond
"Open Sesame" leverde Leila K een hit op in Europa. De plaat bereikte een bescheiden 21e positie in haar thuisland Zweden. In Denemarken en Portugal werd de 7e positie bereikt, Finland de 9e, Duitsland, Oostenrijk, Zwitserland en Italië de 5e, Spanje de 6e, Ierland de 13e, het Verenigd Koninkrijk de 23e positie in de UK Singles Chart en in de Eurochart Hot 100 de 6e positie.
In het Nederlandse taalgebied kende de plaat het meeste succes. In Nederland was de plaat in week 6 van 1993 Alarmschijf. Echter niet meer op de nationale publieke popzender Radio 3, aangezien per zondag 31 januari 1993 tot heden i.p.v. de Radio 3 Alarmschijf de nieuwe wekelijkse tipplaat Megahit wordt gehanteerd en per zondag 7 februari 1993 t/m 2 september 2022 de nieuwe publieke hitlijst; de Mega Top 50. De plaat bereikte de 2e positie in zowel de Nederlandse Top 40 als de Mega Top 50.
In België bereikte de plaat de 
nummer 1-positie in zowel de voorloper van de Vlaamse Ultratop 50 als de Vlaamse Radio 2 Top 30. In Wallonië werd géén notering behaald.

## Tracklijst
- 12-inch, Europa (1993)

A1: "Open Sesame" (lange versie)
A2: "Open Sesame" (korte versie)
AA1: "Open Sesame" (Felix remix)
AA2: "Open Sesame" (Bouncing Baby mix)
- CD maxi, Europa (1993)

1. "Open Sesame" (radioversie) – 3:24
2. "Open Sesame" (lange versie) – 8:43
3. "Open Sesame" (instrumentaal) – 4:00